# Ampelophaga rubiginosa
Ampelophaga rubiginosa là một loài bướm đêm thuộc họ Sphingidae. Nó đã được mô tả bởi Bremer và Grey năm 1853. Nó được tìm thấy từ phía đông bắc Afghanistan, phía đông xung quanh rìa phía nam của dãy Himalaya tại Vân Nam, sau đó trên toàn Trung Quốc đến Viễn Đông nước Nga, bán đảo Triều Tiên và Nhật Bản. Nó cũng được tìm thấy ở phía nam tại Thái Lan và Việt Nam đến Sumatra và bán đảo Malaysia.

## Miêu tả

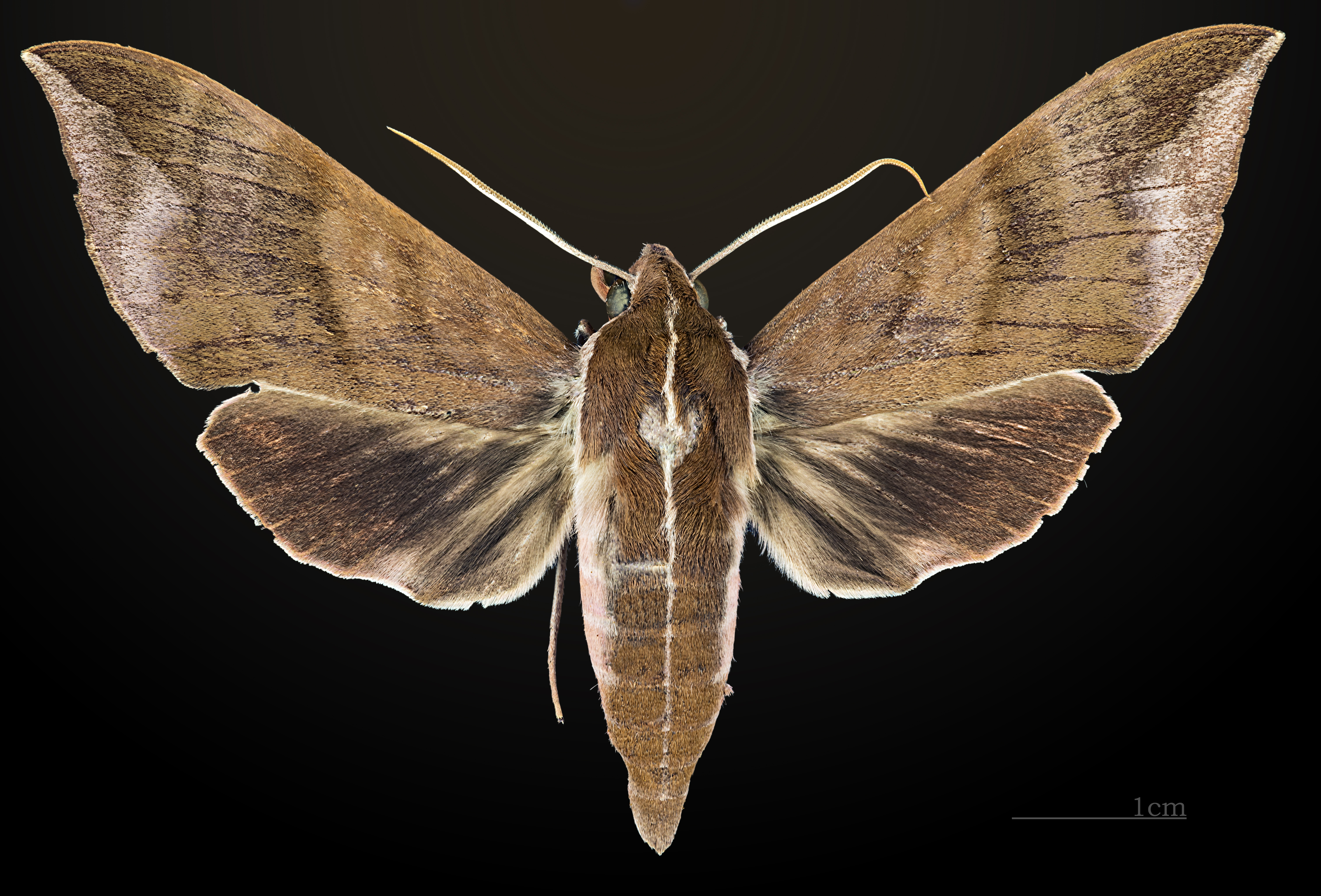
♂
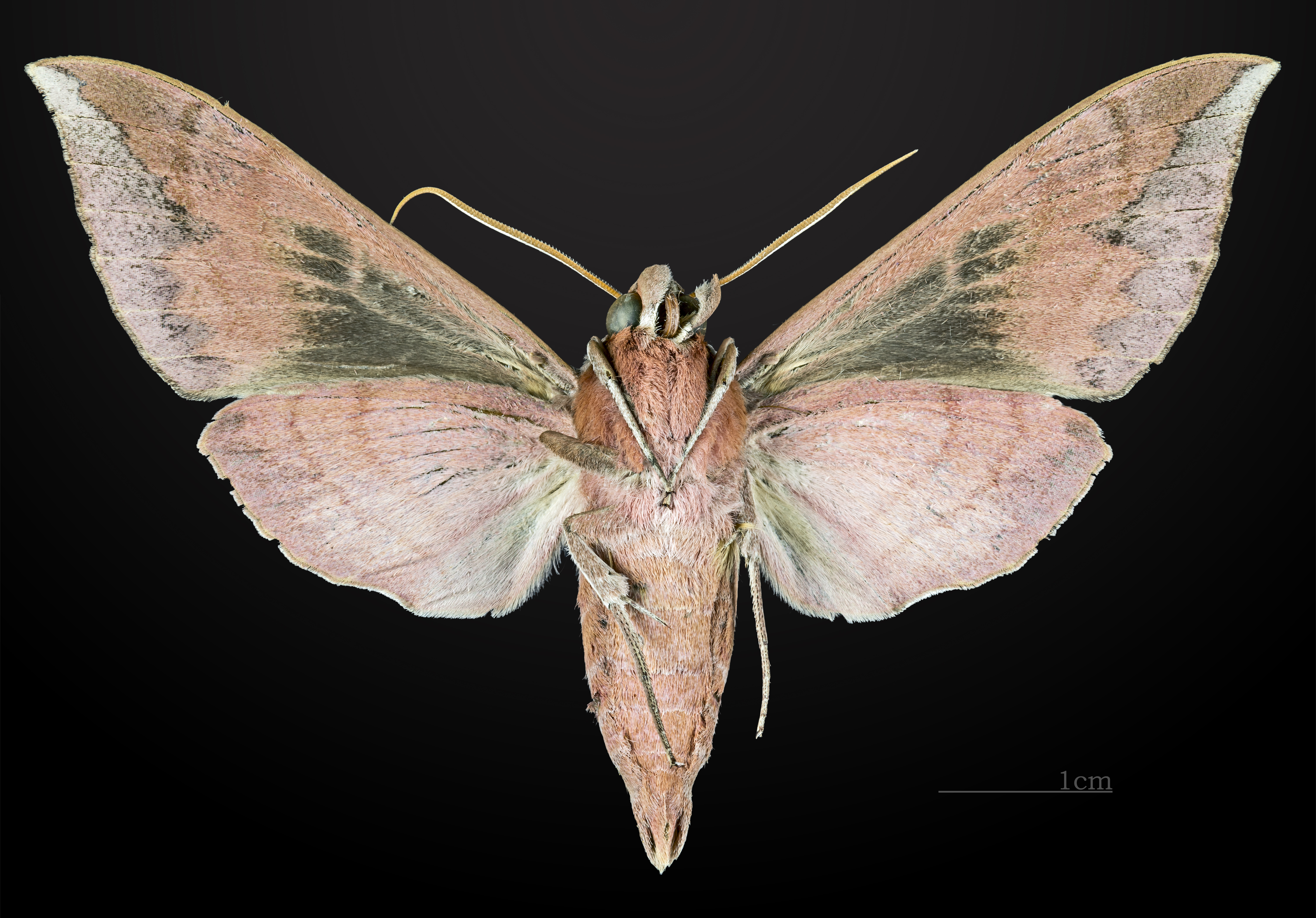
♂ △
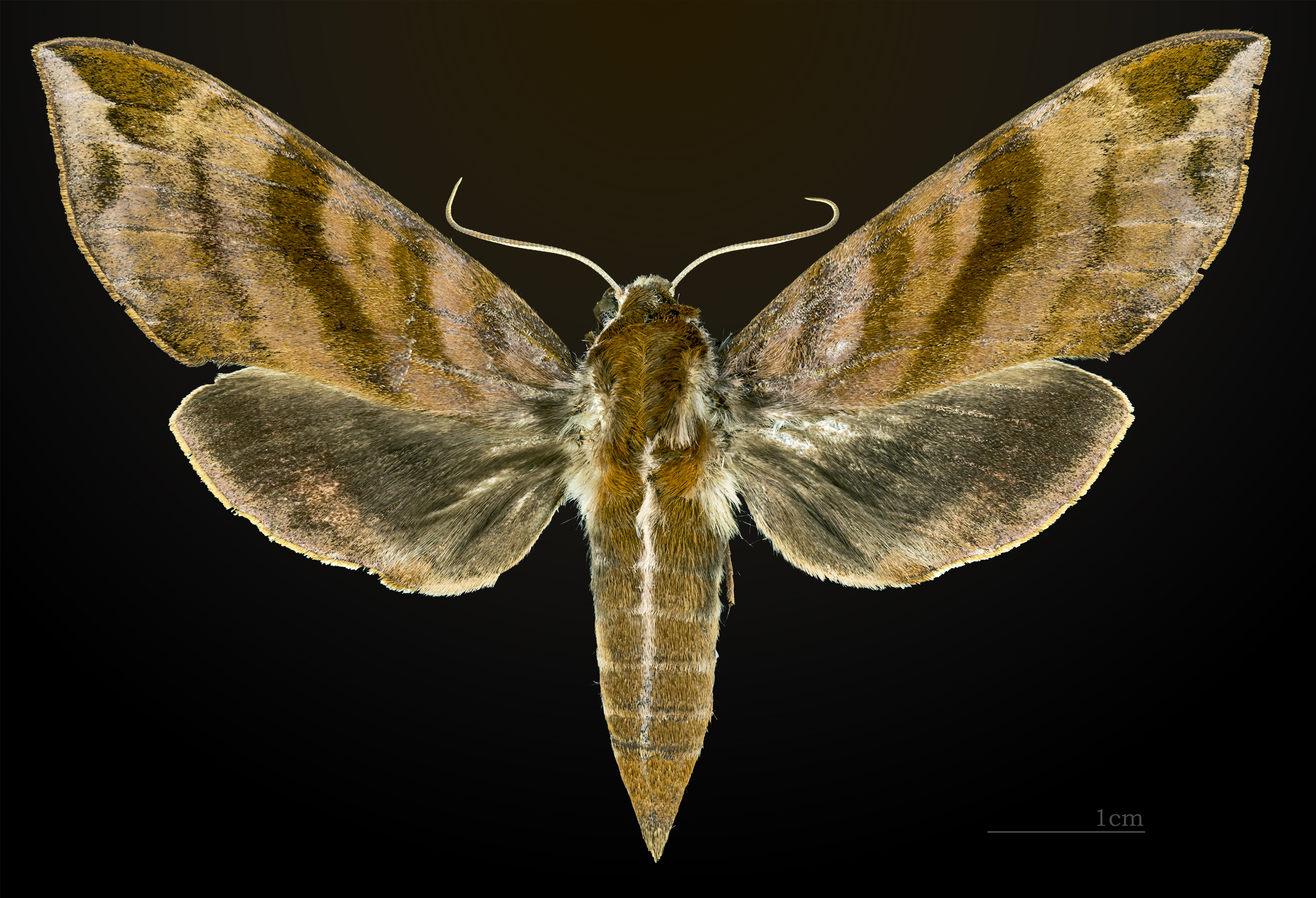
♀
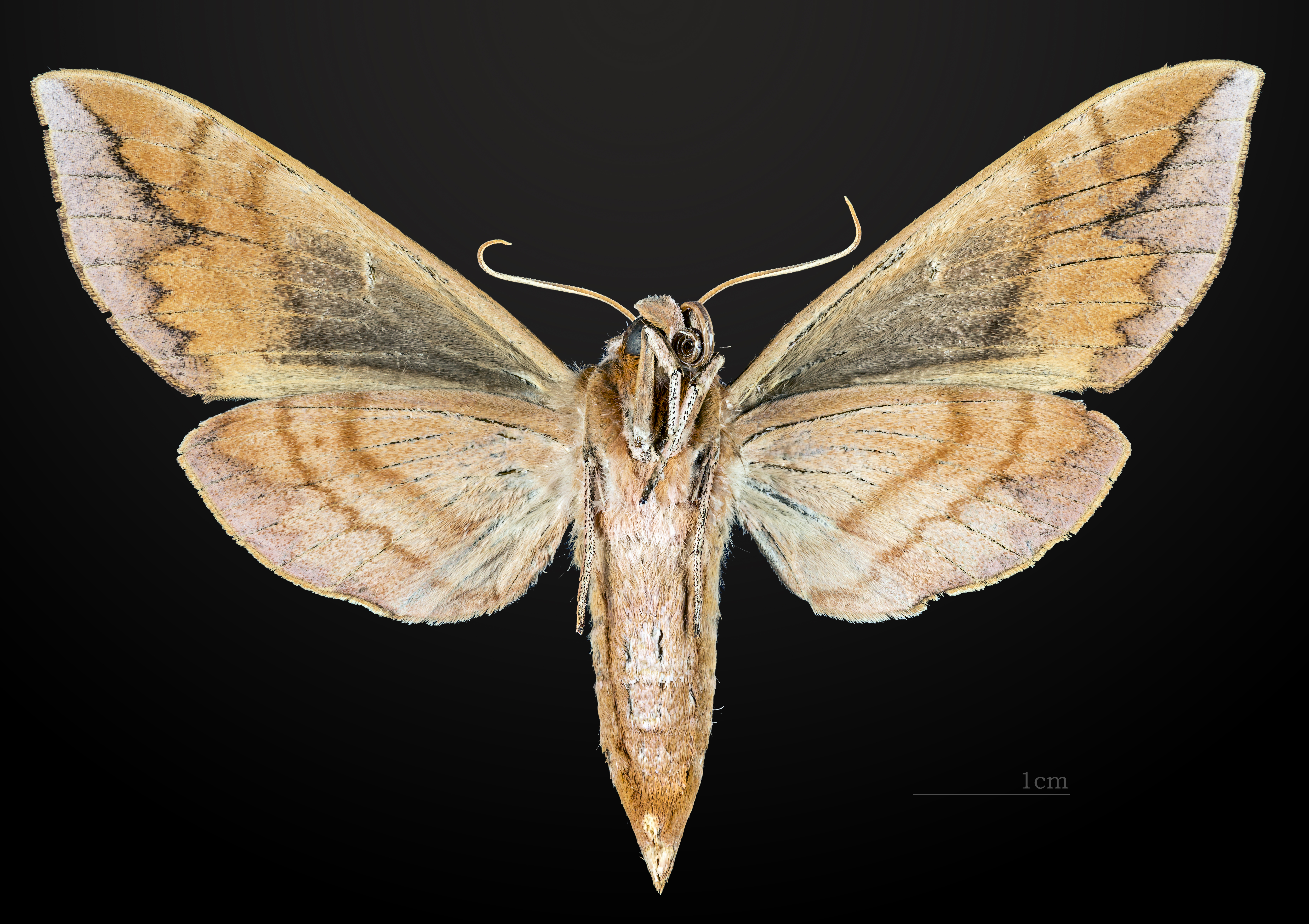
♀ △

Sải cánh là 72–100 mm.

## sinh học
Có một thế hệ/năm tại phía đông bắc Trung Quốc, với con lớn bay từ Tháng 6-tháng 8. Xa hơn về phía nam, có thể có đến ba thế hệ/năm. Tại Thượng Hải, con lớn bay từ tháng Hai đến tháng 10. Ở Hàn Quốc, chúng được tìm thấy từ đầu tháng đến đầu tháng Tám.
Ấu trùng được ghi nhận ăn Vitaceae (bao gồm Cayratia, Parthenocissus và [[Vitis), Hydrangea paniculata và Saurauia.

## Phụ loài
- Ampelophaga rubiginosa rubiginosa[3]
- Ampelophaga rubiginosa lohita Kishida & Yano, 2001 (Nhật Bản (Kyushu và quần đảo Ryukyu))[4]
- Ampelophaga rubiginosa myosotis Kitching & Cadiou, 2000 (Taiwan)[5]

## Hình ảnh

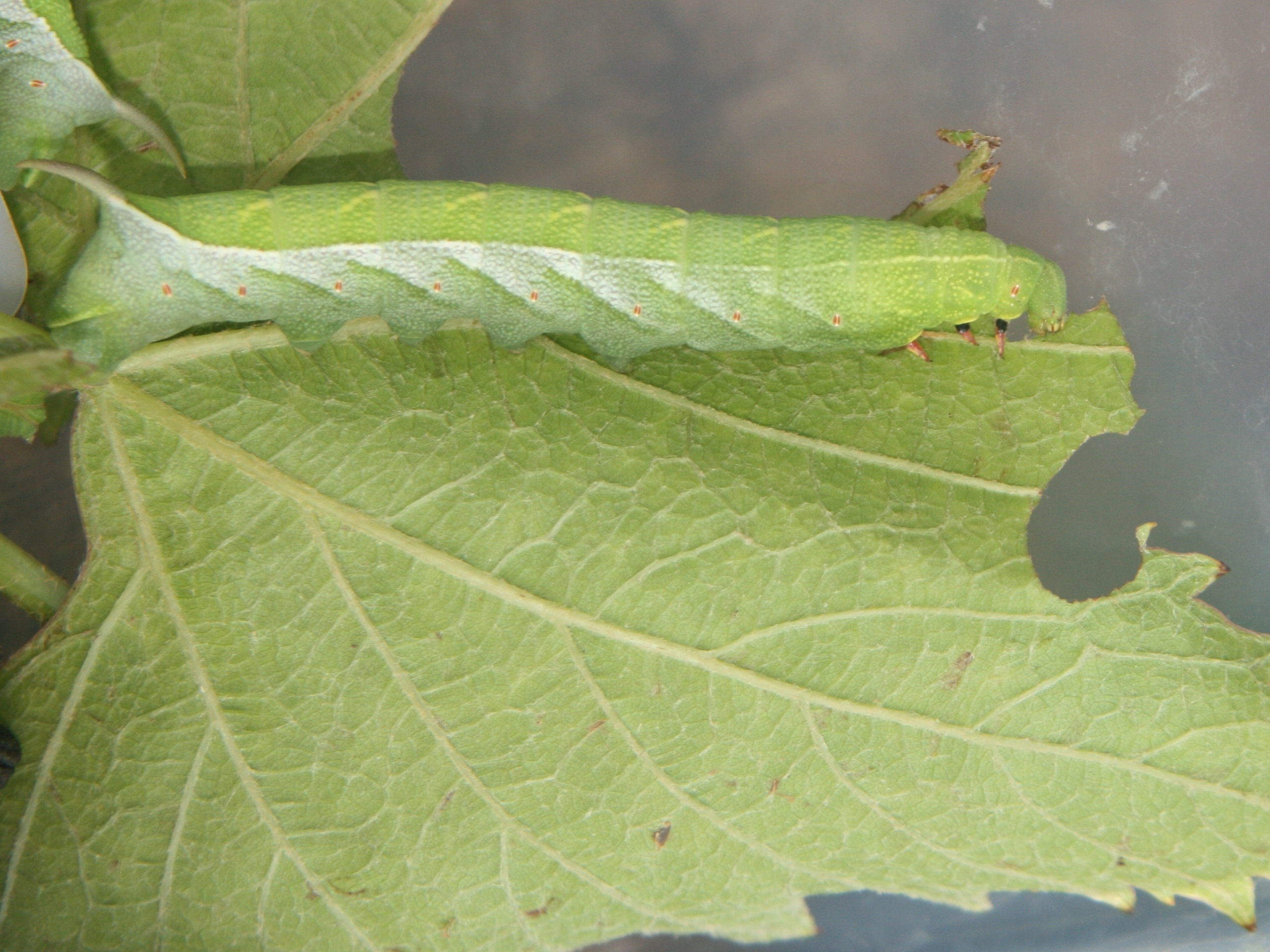
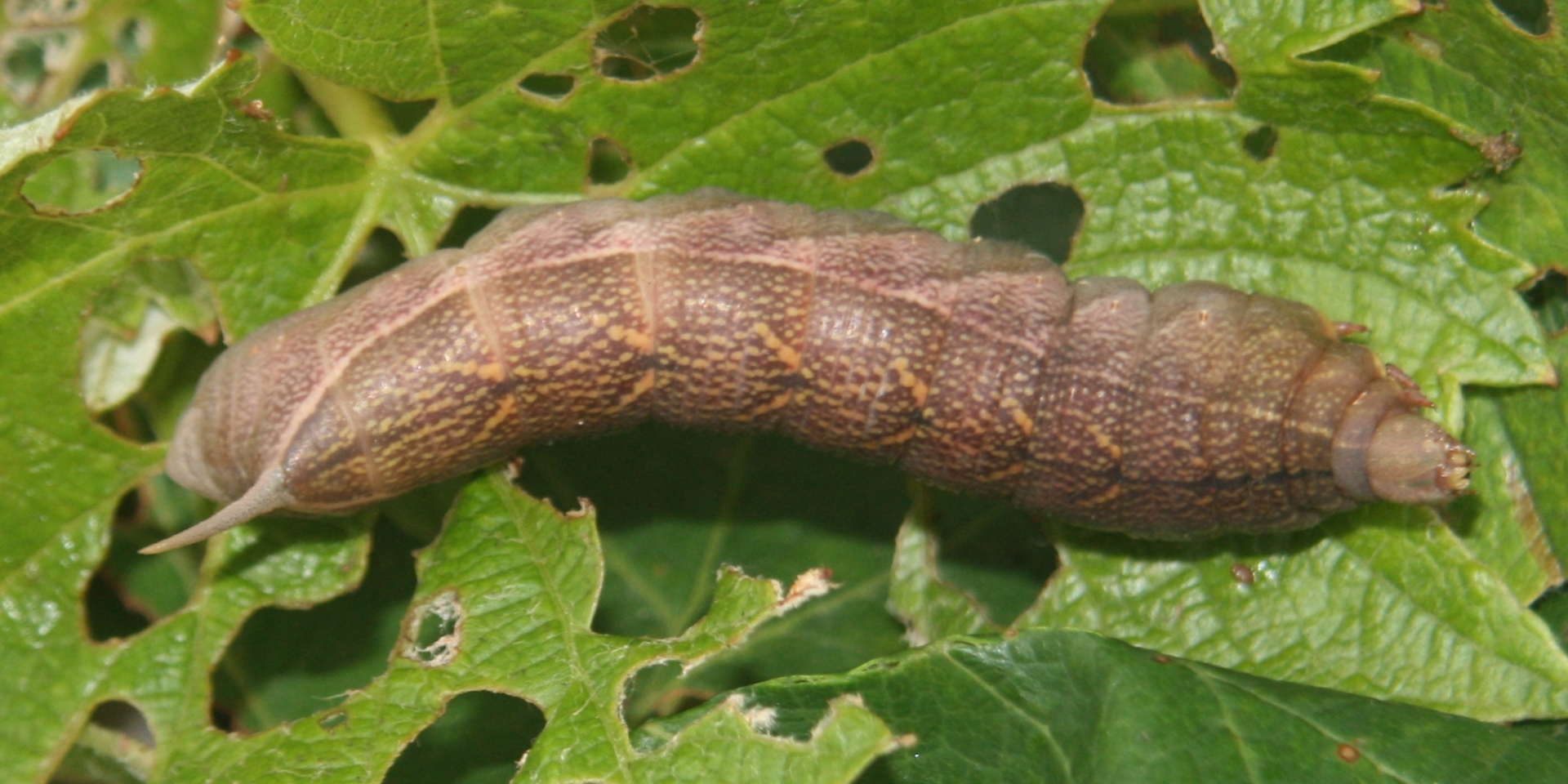
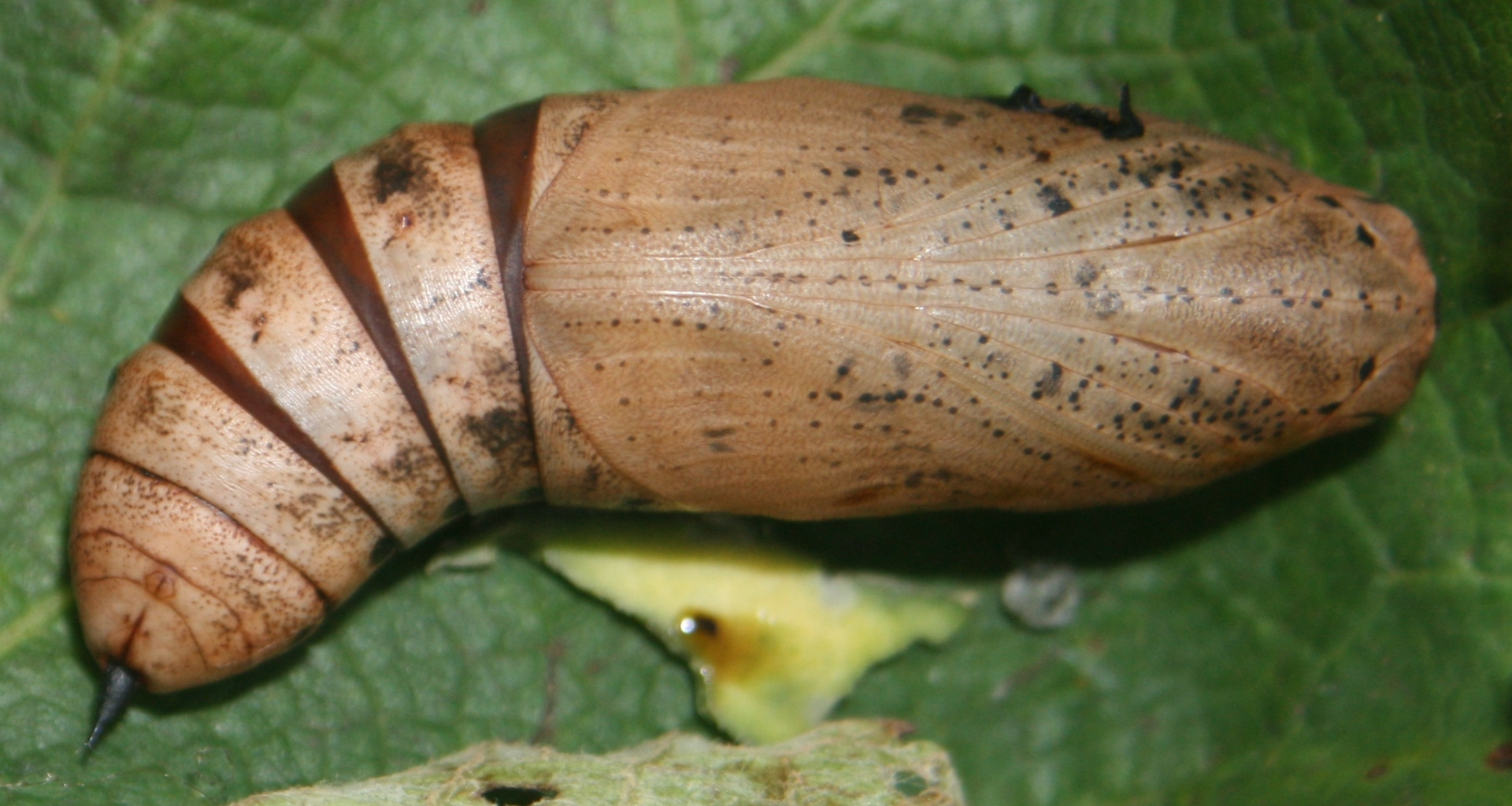
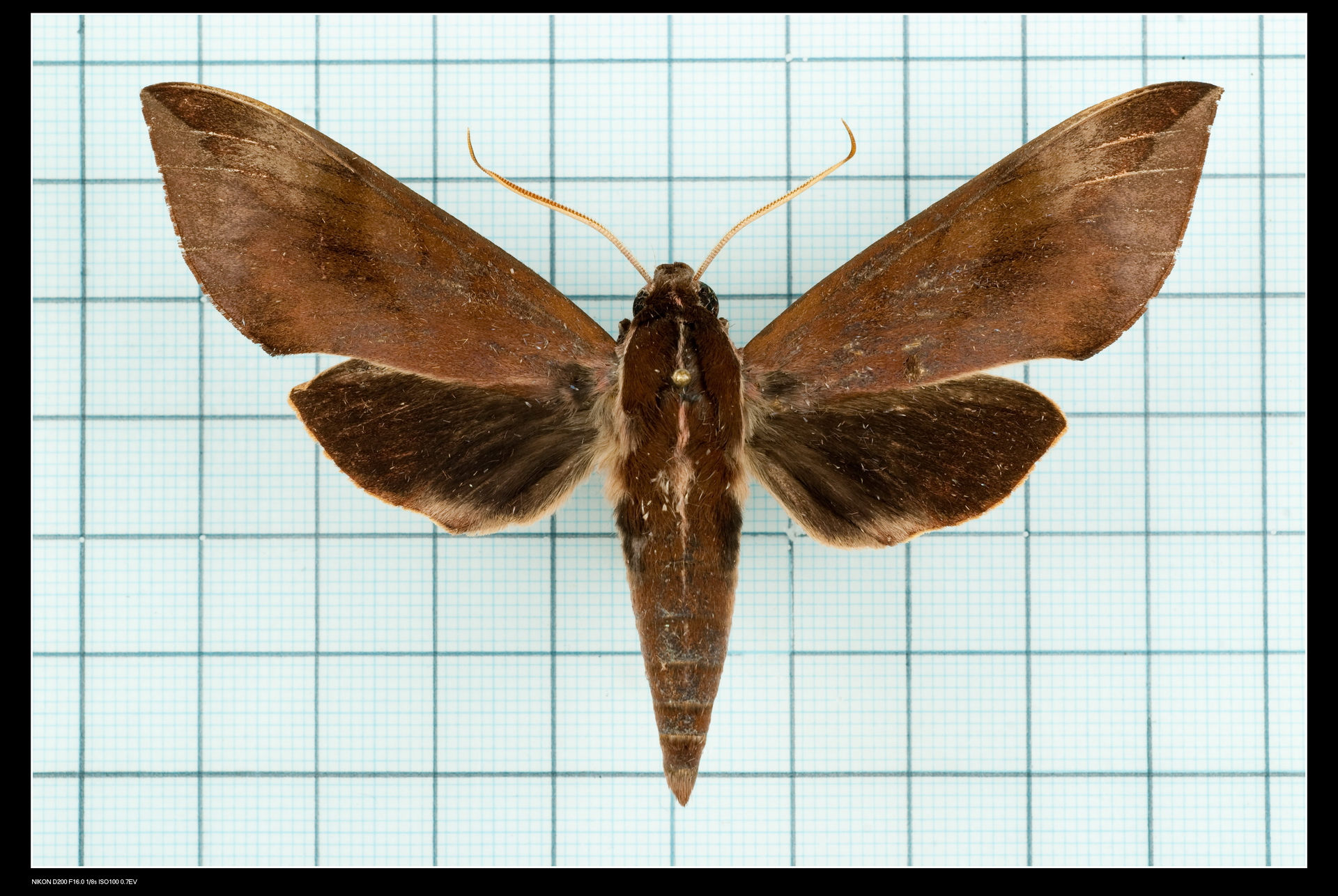
Ampelophaga rubiginosa myosotis